# Борковскис, Оскарс
Оскарс Фридрих Борковскис (латыш. Oskars Frīdrihs Borkovskis, нем. Oskar Friedrich Borkowsky, 1872 — 1945) — латышский юрист и политический деятель, премьер-министр прогерманского правительства Латвии.
После оккупации Курземе в 1915 году он сотрудничал с Курземским военным советом. В сентябре 1919 года Оскарс был одним из 6 депутатов Курземского земельного собрания Лиепаи. В том же году он был прокурором Лиепаи.
Во время войны за независимость Латвии после апрельского переворота губернатор Лиепаи и командующий немецкими добровольческими силами Рюдигер фон дер Гольц 26 апреля 1919 года назначил Борковскиса главой временного правительства Латвии вместо свергнутого премьер-министра Карлиса Улманиса. Борковскис пригласил 6 министров от латвийской, немецко-балтийской и еврейской партий в правительство.
27 апреля 1919 года в Лиепаю прибыл пастор Андриевс Ниедра, который стал посредником в переговорах между Борковскисом и министрами свергнутого временного правительства Латвии. По требованию военной миссии Антанты 29 апреля он освободил министров кабинета Улманиса. После неспособности сформировать новое компромиссное правительство в 1919 году 5 мая Оскарс Борковскис передал Ниедре обязанности главы правительства, сохранив себя на некоторое время на посту министра внутренних дел.
11 января 1923 года Латвийская судебная палата обвинила его в том, что он связался с ударным батальоном Балтийской национальной гвардии с целью свержения Временного правительства Латвии, объявил себя новым уполномоченным правительства и сформировал новый кабинет. В 1924 году Рижский окружной суд приговорил Борковскиса к 9 месяцам заключения в следственном изоляторе, которое было заменено заключением в крепости.